# Copa América 1955
Copa América 1955 – dwudzieste trzecie mistrzostwa kontynentu południowoamerykańskiego, odbyły się w dniach 27 lutego – 30 marca 1955 roku po raz piąty w Chile. Reprezentacje: Boliwii, Brazylia i Kolumbii wycofały się, co spowodowało, że w turnieju grało sześć zespołów. Grano systemem każdy, z każdym, a o zwycięstwie w turnieju decydowała końcowa tabela.

## Uczestnicy

### Argentyna
| Zawodnik                     | Klub                      |
| ---------------------------- | ------------------------- |
| Luis Angel Bagnatto          | CA Banfield               |
| Arnaldo Balay                | Racing Club de Avellaneda |
| Ricardo Bonelli              | CA Independiente          |
| José Borrello                | Boca Juniors              |
| Carlos José Cecconato        | CA Independiente          |
| Juan Carlos Colman           | Boca Juniors              |
| Norberto Conde               | CA Vélez Sarsfield        |
| Osvaldo Héctor Cruz          | CA Independiente          |
| Ernesto Bernardo Cucchiaroni | Boca Juniors              |
| Pedro Rodolfo Dellacha       | Racing Club de Avellaneda |
| Ernesto Grillo               | CA Independiente          |
| Ernesto Gutiérrez            | Racing Club de Avellaneda |
| Ángel Amadeo Labruna         | River Plate               |
| Guillermo Enrique Leguía     | San Lorenzo de Almagro    |
| Juan Francisco Lombardo      | Boca Juniors              |
| Roque Saverio Marrapodi      | Ferro Carril Oeste        |
| Rodolfo Joaquín Micheli      | CA Independiente          |
| Eliseo Víctor Mouriño        | Boca Juniors              |
| Julio Elías Musimessi        | Boca Juniors              |
| Gilberto Pascasio Sola       | River Plate               |
| Federico Vairo               | River Plate               |
| Santiago Vernazza            | River Plate               |
| Trener: Guillermo Stábile    |                           |

### Chile
| Zawodnik                | Klub                    |
| ----------------------- | ----------------------- |
| Rodolfo Almeida         | CD Palestino            |
| Manuel Alvarez          | CD Universidad Católica |
| Isaac Carrasco          | CSD Colo-Colo           |
| Ramiro Cortés           | Audax Italiano          |
| Guillermo Díaz Carmona  | Santiago Morning        |
| Guillermo Díaz Zambrano | Santiago Wanderers      |
| Misael Escuti           | CSD Colo-Colo           |
| Carlos Espinoza         | Everton Viña del Mar    |
| Sergio Espinoza         | Audax Italiano          |
| Enrique Hormazábal      | Santiago Morning        |
| René Meléndez           | Everton Viña del Mar    |
| Manuel Muñoz            | CSD Colo-Colo           |
| Jaime Ramírez Banda     | CSD Colo-Colo           |
| Eduardo Robledo         | CSD Colo-Colo           |
| Jorge Oliver Robledo    | CSD Colo-Colo           |
| Hernán Rodríguez        | CSD Colo-Colo           |
| Antonio Valjalo         | CSD Colo-Colo           |
| Luis Vera               | Audax Italiano          |
| Trener: Luis Tirado     |                         |

### Ekwador
| Zawodnik                   | Klub |
| -------------------------- | ---- |
| Carlos Alume               | ?    |
| Marcial Astudillo          | ?    |
| José Vicente Balseca       | ?    |
| Alfredo Bonnard            | ?    |
| Enrique Cantos             | ?    |
| Climaco Cañarte            | ?    |
| Luis Drouet                | ?    |
| Gerónimo Gando             | ?    |
| Rómulo Gómez               | ?    |
| Honorato Gonzabay          | ?    |
| Jorge Izaguirre            | ?    |
| Isidro Matute              | ?    |
| Hugo Mejía                 | ?    |
| Colón Merizalde            | ?    |
| Daniel Pinto               | ?    |
| Mario Saeteros             | ?    |
| Carlos Sánchez             | ?    |
| Galo Solís                 | ?    |
| Elías Genereldo Triviño    | ?    |
| Ricardo Valencia           | ?    |
| Washington Villacreses     | ?    |
| Orlando Zambrano           | ?    |
| Trener: José María Jiménez |      |

### Paragwaj
| Zawodnik                | Klub                      |   |
| ----------------------- | ------------------------- | - |
| Juan Agüero             | Club Olimpia              |   |
| Alejandro Arce          | ?                         |   |
| Rogelio Bedoya          | ?                         |   |
| Juan León Cañete        | ?                         |   |
| Honario Casco           | ?                         |   |
| Eligio Echagüe          | Club Olimpia              |   |
| Celso González          | ?                         |   |
| Hermes González         | ?                         |   |
| Joel Jovellanos         | Club Nacional             |   |
| Robustiano Maciel       | ?                         |   |
| Eulogio Martínez        | Club Libertad             |   |
| Melanio Olmedo          | Club Sol de América       |   |
| José del Rosario Parodi | ?                         |   |
| Ivón Poisson            | Club Olimpia              |   |
| Oppe Quiñónez           | Club Nacional             |   |
| Máximo Rolón            | Club Libertad             |   |
| Juan Angel Romero       | Club Nacional de Football | ? |
| Darío Segovia           | ?                         |   |
| Luis Santos Silva       | ?                         |   |
| Marcelino Vargas        | ?                         |   |
| Salvador Villalba       | ?                         |   |
| Trener: ?               |                           |   |

### Peru
| Zawodnik                | Klub               |
| ----------------------- | ------------------ |
| Guillermo Barbadillo    | ?                  |
| Andrés Bedoya           | ?                  |
| Félix Castillo          | ?                  |
| Roberto Castillo        | ?                  |
| Germán Colunga          | ?                  |
| Guillermo Delgado       | ?                  |
| Roberto Drago           | ?                  |
| Alberto Garrido         | ?                  |
| Oscar Gómez Sánchez     | ?                  |
| Cornelio Heredia        | ?                  |
| Dagoberto Lavalle       | ?                  |
| Carlos Lazón            | ?                  |
| Alberto Lloret De Mola  | ?                  |
| Máximo Mosquera         | ?                  |
| Luis Navarrete          | ?                  |
| Agapito Perales         | ?                  |
| Víctor Salas            | Universitario Lima |
| Luis Suárez             | ?                  |
| Alberto Terry           | Universitario Lima |
| Trener: Juan Valdivieso |                    |

### Urugwaj
| Zawodnik                       | Klub                      |
| ------------------------------ | ------------------------- |
| Julio César Abbadie            | CA Peñarol                |
| Omar Abreo                     | Liverpool Montevideo      |
| Carlos Ariel Borges            | CA Peñarol                |
| Néstor Carballo                | Club Nacional de Football |
| Carlos María Carranza          | CA Cerro                  |
| Luis Alberto Cruz              | Club Nacional de Football |
| Alberto Chagas                 | Club Nacional de Football |
| Héctor Demarco                 | Defensor Sporting         |
| Guillermo Escalada             | Club Nacional de Football |
| Américo Natalio Galván         | CA Peñarol                |
| Matías González                | CA Cerro                  |
| Waldemar González              | Club Nacional de Football |
| Roberto Rafael Leopardi        | Club Nacional de Football |
| William Ruben Martínez         | CA Peñarol                |
| Roque Gastón Máspoli           | CA Peñarol                |
| Oscar Omar Míguez              | CA Peñarol                |
| Walter Morel                   | River Plate Montevideo    |
| Julio Gervasio Pérez           | Club Nacional de Football |
| Celedonio Rey                  | River Plate Montevideo    |
| Víctor Pablo Rodríguez Andrade | CA Peñarol                |
| Walter Taibo                   | Club Nacional de Football |
| Omar Tejera                    | Montevideo Wanderers      |
| Trener: Juan Carlos Corazzo    |                           |

## Mecze

### Chile–Ekwador
| CHILE – EKWADOR 7:1 (4:0) |
| --- |
| 27 lutego 1955, Santiago, Estadio Nacional (widzów 40 000)                                                                                                |
| Sędzia: Washington Rodríguez |
| CHILE: Escuti – Almeida, Alvarez – Cortés, Vera (E.Robledo), Carrasco – Hormazábal, Meléndez, J.Robledo, Espinoza (Rodríguez), Díaz Zambrano              |
| EKWADOR: Bonnard – Sánchez, Gando – Alume, Izaguirre (Villacreses), Zambrano (Valencia) – Balseca, Cantos (Pinto), Matute, Merizalde, Cańarte             |
| Bramki: 1:0 Hormazábal 27, 2:0 Díaz Zambrano 31, 3:0 Meléndez 33, 4:0 Díaz 35, 5:0 Hormazábal 47, 6:0 Hormazábal 53, 7:0 J.Robledo 55, 7:1 Villacreses 64 |

### Argentyna–Paragwaj
| ARGENTYNA – PARAGWAJ 5:3 (2:1) |
| --- |
| 2 marca 1955, Santiago, Estadio Nacional (widzów 35 000)                                                                                      |
| Sędzia: Carlos Robles |
| ARGENTYNA: Musimessi – Dellacha, Vairo – Lombardo, Mourińo, Gutiérrez – Micheli, Cecconatto, Bonelli (68 Borrello), Grillo (60 Labruna), Cruz |
| PARAGWAJ: Vargas – Segovia, Jovellanos (Villalba) – Maciel, Arce, Echagüe – H.González, Martínez, Parodi (Quińónez), Rolón, Bedoya (Cańete)   |
| Bramki: 1:0 Micheli 5, 1:1 Rolón 13, 2:1 Micheli 18k, 2:2 Martínez 47, 3:2 Micheli 64, 4:2 Borrello 74, 5:2 Micheli 83, 5:3 Villalba 89       |
| Uwaga: w 46 minucie meczu egzekwujący rzut karny H.González trafił w słupek bramki argentyńskiej                                              |

### Chile–Peru
| CHILE – PERU 5:4 (2:1) |
| --- |
| 6 marca 1955, Santiago, Estadio Nacional (widzów 50 000) |
| Sędzia: Harry Dykes |
| CHILE: Escuti – Almeida, Alvarez – Cortés, E.Robledo (Valjalo), Carrasco – Hormazábal, Meléndez, J.Robledo, Muńoz (Ramírez Banda), Díaz Zambrano                              |
| PERU: Suárez – Delgado, Garrido – Bedoya, Colunga (Lavalle), Heredia – F.Castillo (Navarrete), Barbadillo, R.Castillo, Mosquera (Terry), Gómez Sánchez                        |
| Bramki: 1:0 Muńoz 9, 2:0 J.Robledo 13, 2:1 F.Castillo 35, 3:1 Hormazábal 52, 4:1 J.Robledo 57, 4:2 Barbadillo 62, 4:3 Heredia 63k, 4:4 Gómez Sánchez 83, 5:4 Ramírez Banda 84 |

### Urugwaj–Paragwaj
| URUGWAJ – PARAGWAJ 3:1 (2:1) |
| --- |
| 9 marca 1955, Santiago, Estadio Nacional (widzów 48 000)                                                                        |
| Sędzia: Juan Regis Brozzi |
| URUGWAJ: Máspoli – Martínez, Tejera – Rodríguez Andrade, Carballo (81 Carranza), Rey – Borges, Pérez, Míguez, Abbadie, Galván   |
| PARAGWAJ: Vargas – Segovia (Poisson), Villalba – Maciel, Arce, Echagüe – C.González, Martínez (Quińónez), Parodi, Rolón, Cańete |
| Bramki: 1:0 Borges 2, 2:0 Abbadie 5, 2:1 Rolón 23, 3:1 Míguez 86k                                                               |

### Argentyna–Ekwador
| ARGENTYNA – EKWADOR 4:0 (3:0) |
| --- |
| 9 marca 1955, Santiago, Estadio Nacional (widzów 40 000)                                                                                                   |
| Sędzia: Carlos Robles |
| ARGENTYNA: Musimessi – Dellacha (71 Colman), Vairo – Lombardo, Mourińo, Gutiérrez – Michelli, Cecconatto, Bonelli (65 Borrello), Grillo (65 Labruna), Cruz |
| EKWADOR: Bonnard – Sánchez, Valencia – Gonzabay, Villacreses, Solís – Balseca, Cantos (Cańarte), Matute, Merizalde, Saeteros (Pinto)                       |
| Bramki: 1:0 Bonelli 11, 2:0 Grillo 24, 3:0 Michelli 28, 4:0 Borrello 71                                                                                    |
| Uwagi: w 88 minucie z boiska wyrzucony został argentyński piłkarz Borrello                                                                                 |

### Peru–Ekwador
| PERU – EKWADOR 4:2 (3:1) |
| --- |
| 13 marca 1955, Santiago, Estadio Nacional (widzów 50 000)                                                                                                  |
| Sędzia: Carlos Robles |
| PERU: Suárez – Perales (Delgado), Salas – Bedoya (Lazón), Calderón, Heredia – F.Castillo, Barbadillo, R.Castillo (Lloret de Mola), Mosquera, Gómez Sánchez |
| EKWADOR: Bonnard – Sánchez, Valencia – Gonzabay, Villacreses, Solís – Balseca, Pinto, Matute, Trivińo, Saeteros (Cańarte)                                  |
| Bramki: 1:0 Gómez Sánchez 11, 2:0 Gómez Sánchez 15, 3:0 Gonzabay 29s, 3:1 Matute 34, 3:2 Matute 61, 4:2 Gonzabay 88s                                       |

### Chile–Urugwaj
| CHILE – URUGWAJ 2:2 (1:2) |
| --- |
| 13 marca 1955, Santiago, Estadio Nacional (widzów 50 000)                                                                                  |
| Sędzia: Juan Regis Brozzi |
| CHILE: Escuti – Almeida, Alvarez – Cortés, E.Robledo, Carrasco – Hormazábal, Ramírez Banda, J.Robledo, Muńoz (Meléndez), Díaz Zambrano     |
| URUGWAJ: Máspoli – Martínez, Tejera – Rodríguez Andrade, Carballo (61 Carranza), Rey – Borges, Pérez, Míguez (71 Demarco), Abbadie, Galván |
| Bramki: 0:1 Galván 24, 1:1 Muńoz 30, 1:2 Galván 41, 2:2 Hormazábal 72                                                                      |

### Paragwaj–Ekwador
| PARAGWAJ – EKWADOR 2:0 (2:0) |
| --- |
| 18 marca 1955, Santiago, Estadio Nacional (widzów 35 000)                                                                            |
| Sędzia: Carlos Robles |
| PARAGWAJ: Vargas – Poisson, Villalba – Maciel, Arce, Echagüe – H.González, Martínez, Parodi, Rolón, Cańete                           |
| EKWADOR: Bonnard – Sánchez, Valencia – Gonzabay, Villacreses, Solís – Balseca, Merizalde (Cantos), Matute (Pinto), Trivińo, Saeteros |
| Bramki: 1:0 Rolón 16, 2:0 Rolón 32k                                                                                                  |

### Argentyna–Peru
| ARGENTYNA – PERU 2:2 (2:1) |
| --- |
| 18 marca 1955, Santiago, Estadio Nacional (widzów 23 000)                                                                                                |
| Sędzia: Washington Rodríguez |
| ARGENTYNA: Musimessi – Colman, Bagnatto – Lombardo, Mourińo, Sola (73 Gutiérrez) – Micheli, Cecconatto, Bonelli (80 Borrello), Grillo (73 Labruna), Cruz |
| PERU: Suárez – Delgado, Salas – Lazón, Colunga, Heredia – Drago (F.Castillo), Navarrete, Lloret de Mola (Terry), Mosquera, Gómez Sánchez                 |
| Bramki: 1:0 Grillo 7, 1:1 Gómez Sánchez 23, 2:1 Cecconatto 41, 2:2 Gómez Sánchez 57                                                                      |

### Chile–Paragwaj
| CHILE – PARAGWAJ 5:0 (1:0) |
| --- |
| 20 marca 1955, Santiago, Estadio Nacional (widzów 55 000)                                                                                      |
| Sędzia: Washington Rodríguez |
| CHILE: Escuti – Almeida, Alvarez – Cortés, E.Robledo, Carrasco – Hormazábal, Ramírez Banda, J.Robledo, Muñoz, Meléndez (Díaz Zambrano)         |
| PARAGWAJ: Vargas – Poisson (Santos Silva), Villalba – Maciel, Arce, C.González – Agüero, H.González, Martínez, Rolón (Bedoya), Cańete (Romero) |
| Bramki: 1:0 Meléndez 10, 2:0 Meléndez 52, 3:0 Muñoz 77, 4:0 Muńoz 79, 5:0 Hormazábal 82                                                        |

### Peru–Paragwaj
| PERU – PARAGWAJ 1:1 (1:0) |
| --- |
| 23 marca 1955, Santiago, Estadio Nacional (widzów 25 000)                                                                                           |
| Sędzia: Juan Regis Brozzi |
| PERU: Suárez – Delgado, Salas – Lazón (Bedoya), Colunga, Heredia – Drago, Navarrete, Lloret de Mola (Barbadillo), Terry (R.Castillo), Gómez Sánchez |
| PARAGWAJ: Casco – Poisson (Olmedo), Villalba – Maciel, Arce, C.González – H.González, Martínez, Rolón, Parodi, Bedoya (Cańete)                      |
| Bramki: 1:0 Terry 33, 1:1 Rolón 65 |

### Urugwaj–Ekwador
| URUGWAJ – EKWADOR 5:1 (3:1) |
| --- |
| 23 marca 1955, Santiago, Estadio Nacional (widzów 25 000)                                                                                         |
| Sędzia: Roberto González |
| URUGWAJ: Taibo – Martínez, Tejera (46 Leopardi) – Rodríguez Andrade, Carranza, Rey – Borges, Pérez, Míguez (85 Morel), Abbadie (80 Abreo), Galván |
| EKWADOR: Bonnard (Mejía) – Sánchez, Solís – Gonzabay, Izaguirre (Gando), Villacreses (Gómez) – Balseca, Trivińo, Matute, Cańarte, Saeteros        |
| Bramki: 1:0 Galván 4, 2:0 Míguez 12, 3:0 Abbadie 26, 3:1 Matute 36k, 4:1 Pérez 54, 5:1 Abbadie 80                                                 |

### Argentyna–Urugwaj
| ARGENTYNA – URUGWAJ 6:1 (2:1) |
| --- |
| 27 marca 1955, Santiago, Estadio Nacional (widzów 35 000) |
| Sędzia: Carlos Robles |
| ARGENTYNA: Musimessi – Dellacha, Vairo – Lombardo, Balay, Gutiérrez – Micheli (79 Vernazza), Cecconatto, Borrello, Labruna (79 Conde), Cucchiaroni |
| URUGWAJ: Taibo – M.González, Leopardi (82 Tejera) – Rodríguez Andrade, Carranza (65 Carballo), Rey – Borges, Pérez (62 Demarco), Míguez, Abbadie, Galván |
| Bramki: 0:1 Míguez 32, 1:1 Micheli 37, 2:1 Labruna 39, 3:1 Micheli 61, 4:1 Labruna 71, 5:1 Borrello 76, 6:1 Labruna 87 |
| Uwaga: - W 82 minucie argentyński bramkarz Musimessi obronił rzut karny wykonywany przez Mígueza. - Labruna zastąpiony został w 79 minucie przez Conde – musiał jednak wrócić po tym, jak jego zmiennik został brutalnie sfaulowany przez urugwajskiego obrońcę Matíasa Gonzáleza (wyrzuconego w 80 minucie z boiska). |

### Peru–Urugwaj
| PERU – URUGWAJ 2:1 (1:0) |
| --- |
| 30 marca 1955, Santiago, Estadio Nacional (widzów 65 000)                                                                                           |
| Sędzia: Carlos Robles |
| PERU: Suárez – Delgado, Salas – Bedoya, Colunga, Heredia – Mosquera, F.Castillo (Navarrete), R.Castillo (Lloret de Mola), Barbadillo, Gómez Sánchez |
| URUGWAJ: Máspoli – W.González, Tejera – Carranza, Carballo, Rey – Borges, Demarco, Míguez (70 Morel), Abbadie (78 Abreo), Galván (46 Escalada)      |
| Bramki: 1:0 R.Castillo 11, 2:0 Gómez Sánchez 68, 2:1 Morel 72                                                                                       |

### Argentyna–Chile
| ARGENTYNA – CHILE 1:0 (0:0) |
| --- |
| 30 marca 1955, Santiago, Estadio Nacional (widzów 65 000)                                                                                        |
| Sędzia: Washington Rodríguez |
| ARGENTYNA: Musimessi – Dellacha, Vairo – Lombardo, Balay, Gutiérrez – Micheli (82 Vernazza), Cecconatto, Borrello, Labruna, Cucchiaroni          |
| CHILE: Escuti – Almeida, Alvarez – Cortés, E.Robledo, Carrasco – Hormazábal, Ramírez Banda, J.Robledo, Muńoz (Díaz Carmona), Meléndez (Espinoza) |
| Bramki: 1:0 Micheli 59 |

## Podsumowanie

### Wyniki
Wszystkie mecze rozgrywano w Santiago na stadionie Nacional
| Chile     | 7 – 1 (4-0) | Ekwador   |
| Argentyna | 5 – 3 (2-1) | Paragwaj  |
| Chile     | 5 – 4 (2-1) | Peru      |
| Urugwaj   | 3 – 1 (2-1) | Paragwaj  |
| Argentyna | 4 – 0 (3-0) | Ekwador   |
| Ekwador   | 2 – 4 (1-3) | Peru      |
| Chile     | 2 – 2 (1-2) | Urugwaj   |
| Paragwaj  | 2 – 0 (2-0) | Ekwador   |
| Argentyna | 2 – 2 (2-1) | Peru      |
| Chile     | 5 – 0 (1-0) | Paragwaj  |
| Paragwaj  | 1 – 1 (0-1) | Peru      |
| Urugwaj   | 5 – 1 (3-1) | Ekwador   |
| Argentyna | 6 – 1 (2-1) | Urugwaj   |
| Urugwaj   | 1 – 2 (0-1) | Peru      |
| Chile     | 0 – 1 (0-0) | Argentyna |

### Końcowa tabela
| M  | Drużyna   | L.m. | Zw. | Rem. | Por. | Bramki | R.br. | Pkt |
| 1. | Argentyna | 5    | 4   | 1    | 0    | 18:6   | 12    | 9   |
| 2. | Chile     | 5    | 3   | 1    | 1    | 19:8   | 11    | 7   |
| 3. | Peru      | 5    | 2   | 2    | 1    | 13:11  | 2     | 6   |
| 4. | Urugwaj   | 5    | 2   | 1    | 2    | 12:12  | 0     | 5   |
| 5. | Paragwaj  | 5    | 1   | 1    | 3    | 7:14   | -7    | 3   |
| 6. | Ekwador   | 5    | 0   | 0    | 5    | 4:22   | -18   | 0   |

Dwudziestym trzecim triumfatorem turnieju Copa América został po raz dziesiąty zespół Argentyny.

### Strzelcy bramek
| Gole   | Piłkarze |
| ------ | --- |
| 8      | Micheli |
| 6      | Hormazábal Gómez Sánchez |
| 5      | Rolón |
| 4      | Muñoz |
| 3      | Borrello, Labruna J.Robledo, Meléndez Matute Abbadie, Galván, Míguez                                                                     |
| 2      | Grillo Díaz Zambrano |
| 1      | Bonelli, Cecconatto Ramírez Banda Villacreses Martínez, Villalba Barbadillo, F.Castillo, Heredia, R.Castillo, Terry Borges, Pérez, Morel |
| samob. | Gonzabay (dwie bramki dla Peru) |

### Sędziowie
| Mecze | Sędziowie                    |
| ----- | ---------------------------- |
| 6     | Carlos Robles                |
| 4     | Washington Rodríguez         |
| 3     | Juan Regis Brozzi            |
| 1     | Harry Dykes Roberto González |